# 杉本達治
杉本達治（日语：／ Sugimoto Tatsuji ?，1962年7月31日—），是日本政治人物，第19、20任福井縣縣知事。

## 經歷
在2019年4月7日舉行的福井縣知事選舉中，擊敗現任知事西川一誠，首次當選。他與戰敗的西川知事同屬內務省，也曾是下屬，如歷任副知事等。
另外，圍繞2019年4月的知事選舉，福井縣議會的自由民主黨所屬議員(縣會自民黨)中，支持西川派的議員爲了反對福井縣連根據黨本部的方針支持杉本而組成了另一個派別，形成了分裂選舉。
2022年12月2日，在福井縣議會的代表質詢中，表明將參加第二次競選。
在2023年4月9日投票開票的縣知事選舉中再次當選。